# Vladímir Hirsch
Vladimír Hirsch (Benešov, Chequia, 3 de julio de 1954) es un compositor e instrumentista Checo de instrumentos de teclado. Autor del concepto de la llamada forma musical "integrada", él combina música contemporánea y clásica con dark ambient y música industrial. Su estilo compositivo se caracteriza por la arquitectura politonal y la alquimia de los sonidos puesto que utiliza técnicas digitales para expandir el potencial de acción de los sonidos como medio de expresión. Vladimír Hirsch es o ha sido el líder de proyectos vanguardia tal como Aghiatrias, Skrol, Zygote, Subpop Squeeze y otros. De 1986 a 1996, ha sido miembro de la banda experimental post-punk Der Marabu. Vladimír Hirsch se gradúa como doctor en la Facultad de Medicina de la Universidad Carolina (en  checo: Univerzita Karlova v Praze) y practica la medicina a intervalos.

## Biografía y estilo
Nació en Benešov, vivió en Ledeč nad Sázavou hasta los 18 años y luego se mudó a Praga, donde vive y trabaja hasta ahora. Compositor desde 1973, comienza con pequeñas composiciones románticas y clásicas para piano y órgano (instrumento musical), pero pronto deja a un lado sus experimentos y se dedica únicamente al rock y jazz. Miembro del grupo Der Marabu, con sede en Praga, después de su desintegración, funda el grupo Skrol (1995) y varios otros proyectos paralelos, como Aghiatrias, Zygote, Subpop Squeeze y Luminar Axe.
Sin abandonar sus proyectos y conjuntos, en 1987 el compositor comienza a trabajar en paralelo en la producción en solitario y, alrededor de 2002, los solos se convierten en su programa principal. Al enfatizar el uso de medios modernos de expresión y la búsqueda de técnicas compositivas específicas, Hirsch reúne música en serie, atonal, microtonal, politonal y  espectral. En parte inspirado por las tradiciones de la música clásica eslava del siglo XX, Vladimír Hirsch continúa construyendo modelos de trabajo híbridos en principios tonales, composición e instrumentación. Utilizando técnicas digitales para orquestas clásicas, junto con una amplia variedad de fuentes de sonido, él busca lograr la transformación alquímica de los sonidos en una sustancia homogénea e indivisible. Este principio, llamado "música integrada", también representa la idea metafísica del concepto creativo, que consiste en la colisión y la reconciliación de dos mundos espirituales aparentemente opuestos dentro de un individuo.
Vladimír Hirsch hace presentaciones de su trabajo regularmente en Chequia y en el extranjero, incluyendo giras en los Estados Unidos, Alemania, Gran Bretaña y Italia. En 2010, la casa italiana Ars Benevola Mater lanza un conjunto de ocho discos bajo el título "The Assent to Paradoxon" (El consentimiento para Paradoxon). También ha colaborado con artistas extranjeros en diferentes proyectos como Dawn Carlyle (conocida como Dove Hermosa), Nadya Feir, Cecilia Bjärgö, Igor Vaganov, Alessandro Aru y Kenji Siratori.

## Creaciones
La música de Vladimír Hirsch permanece entre proyectos experimentales y composiciones de un orden compositivo muy estricto, pero casi siempre de naturaleza conceptual: 
 "Es el trabajo de un individualista inconformista, forjando una forma estética completamente original, donde la unificación del elemento es una atmósfera de composiciones muy sombrías, emocionalmente tensa y a menudo apocalíptica, caracterizada por su metafísica, ansiedad existencial y espiritualidad." (Stephen Ellis) 
 Sus obras más notables incluyen "Symphony No. 4" con el subtitulado "Snímání z kříže" (en inglés: "Shooting from the Cross") y su versión en vivo revisada "Graue Passion" (Šedé pašije), los álbumes conceptuales dark ambient "Underdrop Scapes", "Exorcisms", "Invocations" y "Scripta Soli"; la extensa composición ingressivo "Contemplatio per nexus"; posindustrial  misa "Missa Armata"; la composición para piano, percusión y técnicas electroacústicas combinadas "Endoanatimia"; la sinfonía digital "Transit Axonal"; el álbum microtonal ambiente oscuro "Epidemic Mind"; la selección de composiciones para órgano y piano "Órganos seleccionados y obras para piano" y Concierto para órgano n.º 2 "Horae".
Si bien el trabajo del compositor parece estar impregnado de una expresión muy elaborada y auténtica del conflicto interno de valores en el individuo y de la confrontación con el modelo antropocéntrico de la sociedad contemporánea, el compositor no está de acuerdo en que fue la idea inicial en todas las composiciones. Para los conocedores de la escena industrial y posindustrial, Vladimír Hirsch produce música muy intensa, llena de una atmósfera sugerente y tormentosa.
Vladimír Hirsch ha sido incluido en la "Antología de Música Ambiental" de Olivier Bernard, "Guía completa de música ambiental"  y en la publicación enciclopédica de compositores de música mundial contemporánea.

## Composiciones seleccionadas
El trabajo de Hirsch está representado por las actividades de sus conjuntos y también por una extensa colección de obras en solitario. Es el compositor de varios álbumes conceptuales, sinfonías, suites, composiciones experimentales y de conciertos, música escénica y muchas composiciones más cortas.

##### Composiciones seleccionadas
- "Sintéticos - Temas", op. 17, álbum de composiciones experimentales de música electrónica, 1987
- Sinfonía no. 1 en E, op. 20; Sinfonía para dos sintetizadores, 1988–9
- "Los ámbitos del mundo material"; ciclo de composiciones de órganos, 1990
- 7 partes de la desolación, op. 29; ciclo temático del piano, 1986-1991
- Aion, op. 33; composición para grabaciones sonoras de órgano, arpa y campo, 1992
- "Simplicidad de herejía", op. 37; suite para conjunto musical integrado, 1996
- Nenia, op. 40; composición experimental de órganos, 1996
- Musik für die Metamorphose  (Música para Metamorfosis), op. 45; música escénica para la transcripción teatral de un cuento  Franze Kafky  "Proměna", 1997
- Sinfonía no. 2 "Defensa", op. 47; Sinfonía para sintetizadores y tecnología digital, 1997
- Concierto industriel pour orgue, op. 49; Concierto para órgano, percusión y conjunto integrado, 1997–8, en tres versiones (49a, b, c)
- "Crimen casual", op. 51; composiciones recién arregladas para el cuarteto de jazz, 1977–1998
- Sinfonía no. 3 "Marcas de tiranía", op. 52; Sinfonía para orquesta integrada, órgano, percusión y voz femenina, 1998-9
- "Geometría del sentido", op. 54; composición experimental industrial electrónica, 1998
- "Danzas y marchas", op. 57; Suite para órgano, piano y conjunto integrado, 1998
- Exorcismos, op. 61; conjunto de archivos integrado, 2000, revisado en 2006
- Sonata Trigonal, op. 62; sonata para dos pianos y técnica digital, 2000
- "Misa Misa", op. 64; masa industrial para el conjunto integrado, 1999-2004, más tarde reformulada y renombrada "Criptosinaxis"
- Elegía, op. sesenta y cinco; composición experimental para piano y "órgano de gas" (órgano de gas), 2000
- Sinfonía no. 4, “Descendimiento de la cruz” (Snímání z kříže), op. 67; Sinfonía para orquesta integrada, solos y coros sobre el tema de la interpretación de Dostoievski de la pintura del mismo nombre de Hans Holbein Jr. del ciclo del altar "Graue Passion" ("Šedé pašije"), 2001
- De regionibus liminis, op. 68; álbum electrónico ambiental-industrial, luego reformulado y renombrado Underlying Scapes, 2003
- Ciclo hermenéutico, op. 70, ciclo de composiciones para piano, percusión, set integrado y tecnología digital, 2004; reelaborado como el álbum conceptual "Endoanathymia", 2009–2010
- "Les scènes ardentes", op. 72; álbum conceptual, álbum de composiciones para tecnología electroacústica integrada, 2004
- Nonterra, op. 73; álbum conceptual, suite para tecnología integrada, 2005
- "Tormento del nacimiento", op. 79, composición para tecnología integrada, álbum conceptual, 2007
- "Contemplatio per nexus", op. 77; composición de dos movimientos para un conjunto musical integrado y canto solista sobre un tema, inspirado en la obra "Teologia spiritualis mystica", que trata el proceso de transformación de la conciencia humana durante la contemplación mística, 2008
- Tobruk, op. 82, originalmente una banda sonora, luego un álbum temático, 2008
- "Mente epidémica", op. 81, álbum electrónico experimental (electroacústico), 2008
- "Graue Passion", op. 67b, versión completamente revisada de la cuarta sinfonía, 2009
- Markéta, hija de Lazar, op. 85, música escénica para una obra de teatro basada en el cuento de Vladislav Vančura "Markéta Lazarová", 2009–2010
- Lamiadae: variaciones simétricas, op. 88, composiciones para 2 pianos y técnica integrada 2011
- Horae, op.90, composición para dos órganos, conjunto integrado, máquinas de reloj, registros de campo y tecnología digital, 2012
- Antojo de Urania, op. 95, composición para técnicas integradas, 2014
- No nos dejes perecer (San Wenceslao), op. 96, composición para técnicas integradas (variaciones sobre el tema de San Wenceslao Coral, 2015
- Scripta Soli, op. 91, álbum conceptual con un entorno oscuro, en el espíritu de la llamada "música concreta integrada", 2017

## Discografía
- Sintéticos - Temas, MC, D.M.R. 1987, (reedición de CDr, CatchArrow Recordings 1999)
- Partes de órganos, MC, D.M.R. 1991, (reedición de CDr, CatchArrow Recordings 2001)
- Cruci-Fiction (Der Marabu), MC, D, M, R, 1994, (reedición de CDr, CatchArrow Recordings 2000)
- No hay triunfo humano, CDr, CatchArrow Recordings, 1996
- Saldremos todos (Der Marabu), CDr, grabaciones de CatchArrow, 1996
- Casual Crime, CDr, CatchArrow Recordings, 1998
- Martyria  (Skrol), 10, Fundación Loki (Power & Steel), 1999
- Antifonía herética (Skrol), CD, M.D. Propaganda, 1999
- "Dreams Of Awakening", CD, CatchArrow Recordings, 1999
- Geometrie nevědomí (Zygote), CDr, CatchArrow Recordings, 2000
- Insomnia Dei (Skrol), CD, RRRecords, 2001
- Epidemic Vanitatis (Aghiatrias), CD, Integrated Music Records, 2002
- Symphony no.2 & 3, CDr, CatchArrow Recordings, 2003
- Regiones de Limen (Aghiatrias), Epidemie Records, 2004
- Fragmentos, temas e imágenes científicas, CDr, CatchArrow Recordings, 2005
- "Danzas y marchas por la edad de los huérfanos" (Skrol), CD, Dagaz Music, 2005
- "Sense Geometry", CD, Ars Benevola Mater, 2006
- Ethos  (Aghiatrias), Epidemie Records, 2006
- Torment Of Naissance, CDr, Integrated Music Records, 2007
- Concert industriel pour orgue, CD, Ars Benevola Mater, 2007
- Epidemic Mind, CDr, Integrated Music Records, 2008
- Symphony No.4 Descent from the Cross, CD, Ars Benevola Mater, 2008
- Tobruk, CDr, CatchArrow Recordings, 2008
- Exorcismos, CD, Ars Benevola Mater, 2008
- Nonterra, CD, Ars Benevola Mater, 2008
- Les scènes ardentes, CD, Ars Benevola Mater, 2009
- Contemplatio per nexus, CD, Ars Benevola Mater, 2009
- Nuevas leyes, nuevas órdenes (Skrol), CD, Twilight Records, 2009
- Graue Passion, CD, Ars Benevola Mater, 2009
- Scapes subyacentes, CD, Ars Benevola Mater, 2009
- The Assent to Paradoxon, 8 CD, Ars Benevola Mater, 2010 (colección)
- Criptosynaxis, DVD, Integrated Music Records, 2010
- Markéta, dcera Lazarova, CDr, Integrated Music Records, 2010
- Endoanathymia, CDr, Integrated Music Records, 2011
- Armata Mass. Invocaciones, CD, Ars Benevola Mater, 2012
- Epidemic Mind, Surrism-Phonetics, digital, 2013
- Obras seleccionadas para órgano y piano, Integrated Music Records / Surrism-Phonoethics; CDr, digital, 2013
- Axonal Transit (Symphony No.5), Integrated Music Records; CD, 2014
- Horae (Concierto para órgano No.2), Surrism-Fonética; digital 2015
- Introscan (Subpop Squeeze), CatchArrow Recordings, digital, 2016
- Anacreontics (Subpop Squeeze), E-Klageto (división PsychKG), CD, 2017
- Scripta Soli, Capitão Velho, CD, 2017
- Ecstatic Arc, en vivo, Integrated Music Records, digital, 2018
- Eschaton (Skrol), excapitán, CD, 2019

## Otras actividades
Vladimír Hirsch también se ocupa de los gráficos por computadora: entre otras cosas, es el autor del diseño de todos sus álbumes en solitario y la gran mayoría de los demás álbumes. En este sentido, a menudo colabora con el fotógrafo de arte checo Jan Vávra, un representante del llamado neopictorialismo, cuyas obras se han convertido en un modelo para el diseño unificado del conjunto de álbumes de Hirsch "The Assent to Paradoxon". También es autor de varios artículos y ensayos en música y arte. Vladimír Hirsch está comprometido con el uso del nombre geográfico corto de su país Chequia (Česko).